# 上級王
上級王（じょうきゅうおう）は、英語における High King の訳語であり、上王とも呼ばれる。文字通り通常の王より高い地位にあるが、皇帝ではない王を指し、日本語や中国語ではほぼ同じ地位を表す用語として大王または天王がある。実際に倭国の大王やインドのマハーラージャは High King と訳されることがある。
また、イングランド、取り分け七王国時代の上級王(覇王、大王、統治王)に関してはブレトワルダの事を指す。
ただし上王という略称は「退位した先代の国王」を意味する太上王の略称としての上王（上皇と同じ用法）や、女王（じょおう、じょうおう）の読みと、競合してしまうため注意が必要である。

## フィクションにおける用法
『指輪物語』や『ナルニア国ものがたり』など、英語圏の作者が書いたファンタジーの日本語訳で上級王という名称が出てきた場合、通常は上に述べた訳語としての用法である。大王号は、単に偉大な君主個人につけられる称号である場合もあり、制度的に通常の王より高い地位にある王という意味合いをはっきりさせられず、それがはっきり示されている天王号は現代日本語では一般的ではないため、訳語として新しく上級王という称号が作られた経緯がある。
『ポケットモンスター ソード・シールド』においては“キングポケモン”バドレックスが登場し、そのパワーアップ形態は日本語では”エンペラーポケモン”と表記されているが、英語版では”High King Pokémon”とされている(舞台となったガラル地方はイギリスをモチーフとしている)